# Antípatre (fill d'Herodes)
Antípatre (grec antic: Ἀντίπατρος, llatí: Antipater) fou el primer fill d'Herodes el Gran i la seva primera esposa Doris. Quan Herodes es va divorciar de Doris i es va casar amb Mariamne I, va fer fora Antípatre de la cort, però després el va tornar a cridar per contraposar-lo als fills de Mariamne (Alexandre i Aristobul).
Segons Flavi Josep, Antípatre era un intrigant i un monstre de maldat (κακίας μυστήριον). Va aconseguir despertar la sospita del pare cap als seus fills Alexandre i Aristobul, i Herodes llavors va cridar a Doris a la cort i va enviar a Antípatre a Roma per demanar el favor d'August. Herodes es va reconciliar amb Alexandre i Aristobul, però Antípatre va seguir intrigant fins que va aconseguir que Herodes els fes matar l'any 6 aC. Antípatre va ser declarat hereu.
No obstant això, va entrar en un complot amb el seu oncle Ferores, germà d'Herodes, contra la vida del rei. La mort de Ferores i la denúncia de la seva vídua que havia estat enverinat va descobrir tot el complot, però en aquell moment Antípatre era a Roma i desconeixia el que passava a Judea. Quan va retornar va ser detingut per Quintili Var, governador de Síria, i condemnat a mort. August va aprovar la sentència i Antípatre va ser executat a la presó cinc dies abans de morir Herodes l'any 4 aC.